# On Sunset
On Sunset è il quindicesimo album in studio del cantautore britannico Paul Weller, pubblicato nel 2020.
Il disco ha raggiunto la prima posizione della classifica UK.

## Tracce
1. Mirror Ball – 7:36
2. Baptiste – 3:05
3. Old Father Tyme – 3:56
4. Village – 3:20
5. More – 6:54
6. On Sunset – 6:34
7. Equanimity – 3:54
8. Walkin' – 3:56
9. Earth Beat – 4:18
10. Rockets – 4:20

Edizione Deluxe (Apple Music/Spotify)
1. 4th Dimension – 5:35
2. Ploughman – 3:14
3. I'll Think of Something – 4:06
4. On Sunset (orchestral mix) – 3:59
5. Baptiste (instrumental) – 3:07